# لوك كيني
لوك كيني (بالإنجليزية: Luke Kenny)‏ هو موسيقي وممثل هندي، ولد في 14 يونيو 1974 في كلكتا في الهند.

## وصلات خارجية
- لوك كيني على موقع IMDb (الإنجليزية)
- لوك كيني على موقع IMDb (الإنجليزية)
- لوك كيني على موقع ديسكوغز (الإنجليزية)
- لوك كيني على موقع قاعدة بيانات الفيلم (الإنجليزية)